# Pseudoleptocuma minus
Pseudoleptocuma minus är en kräftdjursart som först beskrevs av William Thomas Calman 1912.  Pseudoleptocuma minus ingår i släktet Pseudoleptocuma och familjen Bodotriidae. Inga underarter finns listade i Catalogue of Life.